# 湘央医学技術専門学校
湘央医学技術専門学校（しょうおういがくぎじゅつせんもんがっこう）は、神奈川県綾瀬市にある臨床検査技師を養成する専門学校。

## 沿革
- 1973年 - 日本衛生科学技術院開設準備室が発足。
- 1975年 - 厚生大臣指定臨床検査技師養成施設 日本衛生科学技術院として発足。
- 1981年 - 湘央医学技術専門学校に改称。

## 所在地
神奈川県綾瀬市小園1424-4

## 学科構成
- 臨床検査技術学科（3年制）
- 応用生物学科バイオコース（2年制）
- 応用生物学科動物看護コース
- 救急救命学科（3年制）

## 目標資格
- 臨床検査技師

## アクセス
小田急電鉄小田原線・相模鉄道本線・JR相模線「海老名駅」下車。東口よりバス5分「望地停留所」下車、徒歩2分。